# عبد الحميد البلالي
عبد الحميد البلالي ، (7 فبراير 1955-) خطيب مسجد وفقيه ومهندس كهرباء ومتخصص بمكافحة المخدرات وواعظ وكاتب وصحفي، تنقل في الكتابة بين مجلة المجتمع وصحيفة القبس وصحيفة الأنباء وصحيفة الوسط وصوت الكويت وصحيفة الرأي العام الكويتية.

## عن حياته
ولد عبد الحميد جاسم أحمد الجاسم البلالي في حي القبلة في الكويت بتاريخ 7 فبراير 1955 ، وبدأ حياته الدراسية في الكلية الصناعية عام 1971 ، وبعدها سافر في بعثة وحصل على شهادتين علميتين منها ستي أند جيلز المعادلة للدبلوم الوطني العالي في الهندسة الكهربائية من المملكة المتحدة من جامعة بورنموث عام 1978، ثم بكالوريوس الهندسة الإلكترونية من جامعة ديتون - ولاية أوهايو 1990. ، وبعد تخرجه عمل في الكثير من الوظائف منها كمهندس كهرباء في شركة المباني الجاهزة، ومهندس كهرباء في شركة صناعة الكيماويات البترولية، وشغر منصب رئيس قسم الصيانة الكهربائية في شركة صناعة الكيماويات، وعمل كمهندس تخطيط أول في شركة صناعة الكيماويات. وقدم برامج دعوية واجتماعية وإدارية في كل من تلفزيون وإذاعة الكويت ومحطة المجد الفضائية، كما مارس الخطابة في صلاة الجمعة منذ عام 1980.

## بروز إسمه
برز اسمه سريعا بسبب تأسيسه جمعية بشائر الخير المتخصصة في علاج المدمنين ورئيس مجلس إدارتها كما أنه عضو في جمعية الإصلاح الاجتماعي واللجنة الوطنية للوقاية من المخدرات واتحاد الجمعيات العربية غير الحكومية لمكافحة المخدرات وعضو جمعية الصحفيين الكويتية وعضو باللجنة الوطنية للوقاية من المخدرات منذ تشكيلها بالمرسوم الأميري رقم 33 / 89 بصفته عضواً من ذوي الرأي والخبرة والاختصاص ولا يزال. شارك البلالي في العديد من المؤتمرات الخاصة بعلاج المدمنين من المخدرات على المستوى الخليجي والعربي والدولي. وأصدر كتباً عدة في مجال مكافحة المخدرات وفي الإنتاج العلمي بلغت 37 كتاباُ وترجمت كتبه إلى اللغات الأندونيسية والإنكليزية والفرنسية والاوردو والفارسية والماليزية والتركية والمالاوية والتايلندية والألبانية والأوردية والمقدونية.

## سيرة عامة
أعجب الشيخ عبد الحميد البلالي بالإمام حسن البنا الذي ذهب إلى المقاهي حين بدأ الدعوة والوعظ وكان حلمه أن يقوم بعمل مماثل، لذلك اختار المكان الصعب مع المدمنين والحشاشين لينشئ جمعية بشائر الخير ويستقبل كل سنة 150 حالة بعد أن استطاع مع فريق العمل الذي لازمه من إنقاذ نحو 1042 مدمناً وأعادهم إلى أسرهم ومجتمعهم معافين تماماً، ولهذا أطلق عليه اسم صديق التائبين، بدأ البلالي خطيباً بالمساجد أيام الجمع وهي عادة انتقلت إليه من والده الذي كان يصحبه معه إلى المسجد ليجلس على المنبر ويقلد الخطيب. حيث مارس الخطابة في المساجد منذ أن كان طالباً في الجامعة وقدم برامج دعوية واجتماعية في التلفزيون والإذاعة، ودعته وزارة الأوقاف والشئون الإسلامية في دولة قطر لالقاء خطبة الجمعة في مسجد جامع الإمام محمد بن عبد الوهاب كما دعى للمحاضرة في عدة مساجد أخرى هذا بالإضافة إلى أنه صاحب صوت خاشع وعذب، ذلك كما أنه كان إمام مسجد الكليب - قرطبة - الكويت. ثم أكمل رحلته كمهندس لكنه لم يتخل عن كونه من الدعاة والوعاظ خاصة عندما ذهب ليدرس في انكلترا مشترطاً على من يساعده إيجاد مسكن لا يكون فيه عند الأسرة التي سيعيش معها كلب أو بنات التزاماً بوصية أخلاقية سار عليها منذ صغره، ولهذا تزوج ابنة خاله وكان عمره 21 عام إلى أن دخل مرحلة الكتابة والتخصص بالعمل التطوعي في مكافحة الإدمان والمخدرات. درس في الكلية الصناعية عام 1971 وذهب في بعثة علمية إلى بريطانيا وحصل على دبلوم بالهندسة الكهربائية من كلية بورمث عام 1978 ثم البكالوريوس بالهندسة الإلكترونية من جامعة دايتون الأميركية عام 1990. ثم عمل مهندساً للكهرباء في شركة المباني الجاهزة ثم تدرج من مهندس إلى رئيس قسم للصيانة ومهندس تخطيط أول في شركة صناعة الكيماويات البترولية. كما مارس الخطابة في المساجد منذ أن كان طالباً في الجامعة وقدم برامج دعوية واجتماعية في التلفزيون والإذاعة.

## بشائر الخير
كان البلالي من ضمن خمسة أشخاص قرروا بعد تحرير الكويت التصدي لآفة المخدرات، وعلى خلفية تجاربه وزيارته للسجون الأميركية وعلاقته بالدعوة، لا سيما بين طلبة الجامعة، قرر توظيف الخطاب الديني في علاج وتأهيل المدمنين ورفع شعار بالإيمان نقضي على الإدمان لينشئ لجنة بشائر الخير التي تخصصت في علاج وتأهيل مدمني المخدرات والتي تم إشهارها عام 2005 كجمعية نفع عام.
نزل إلى الأرض ولم يكتف بالشعارات بل مارسها على الطبيعة لتثبت النظرية التي عمل بها وهي استبدال القيم والمفاهيم الخاطئة لدى المدمن بالقيم والأخلاق الإسلامية على أنها قادرة على تحقيق نجاحات، حيث تصل نسبة إقلاع المدمنين إلى %80 بينما النسبة العالمية لا تتجاوز %13.2 ونسبة انتكاسة المدمنين في العالم تصل إلى %95 بينما لا تصل نسبة من ترعاه بشائر الخير إلى %20. كما أنه هو مبتكر فكرة إنشاء عنابر للتائبين في السجن المركزي، حيث تتولى الجمعية إعادة تأهيل ومتابعة كل من تجد فيه الرغبة والامل والاستعداد النفسي للتوبة، والرحلة تبدأ من هنا إلى داخل السجن المركزي وفي مركز علاج الإدمان في مستشفى الطب النفسي حيث يتم تأهيلهم إيمانياً ونفسياً وصحياً وتعرض الجمعية خدماتها عليهم وبعد مرور سنة على التحاق التائبين بالبرنامج ينقل المميزون منهم إلى المقر الرئيسي.

## المؤلفات
ألف عدة كتب منها :
1. البيان في مداخل الشيطان.
2. المصفى من صفات الدعاة 1.
3. المصفى من صفات الدعاة 2.
4. المصفى من صفات الدعاة 3.
5. كلام أهل الجنة وتخاصم أهل النار.
6. المختصر المصون من كتاب التفسير المفسرون.
7. فقه الدعوة في إنكار المنكر.
8. مواقف تربوية من السيرة النبوية.
9. واحات الإيمان 1.
10. واحات الإيمان 2.
11. الظالم والمظلوم في الأزمة الكويتية.
12. أدب البلاء في الأزمة الكويتية.
13. السكينة عند نزول البلاء في الأزمة الكويتية.
14. تأملات بعد الفجر.
15. تحديات الأسرة المسلمة.
16. الفتن في حياة سيدنا يوسف.
17. سنة الله في ابتلاء الأمم.
18. منهج التابعين في تربية النفوس.
19. وقفة تربوية - المجموعة الأولى.
20. وقفة تربوية - المجموعة الثانية.
21. وقفة تربوية - المجموعة الثالثة.
22. مشكلات وحلول في حقل الدعوة 1.
23. مشكلات وحلول في حقل الدعوة 2.
24. أختي غير المحجبة ما المانع من الحجاب.
25. مفاهيم ومصطلحات.
26. زواج من غير متاعب.
27. فنون تربية الأبناء.
28. قصص من الواقع.
29. معادلات إيمانية.
30. على المكشوف.
31. رسائل إلى الشباب.
32. الميسر في الحج والعمرة.
33. حطم القيود وانطلق نحو عالم القوة.
34. ملامح الناجحين.
35. رسائل سريعة للشباب
36. الابتكار طعم آخر للحياة.
37. كيف تصنع من طفلك نجماً.

الكتب المتخصصة في مجال المخدرات منها
1. قصص التائبين .
2. قصتي مع المدمنين .
3. تجربتنا.
4. حديث إلى المدمنين وعنهم .
5. كنت معهم قبل الموت.

الكتب المترجمة للمؤلف
- اللغة الإنجليزية:

1. ما المانع من الحجاب.

- اللغة الفرنسية:

1. منهج التابعين في تربية النفوس.

- اللغة الأوردية:

1. ما المانع من الحجاب.
2. منهج التابعين.
3. الميسر لأحكام الحج.

- اللغة التلغوية:

1. ما المانع من الحجاب.

- اللغة التركية:

1. المصفى من صفات الدعاة (1,2).

- اللغة الفارسية:

1. فقه الدعوة.
2. مداخل الشيطان.
3. المصفى من صفات الدعاة.
4. منهج التابعين .

- اللغة المالاوية:

1. فقه الدعوة .

- اللغة التايلندية:

1. فقه الدعوة.

والإنتاج الصوتي له عدة ألبومات
1. ألبوم قصص من الواقع.
2. ألبوم فنون تربية الأبناء.
3. ألبوم واحات الإيمان .
4. ألبوم القدرة العقلية .
5. ألبوم فنون كسب الآخرين .
6. ألبوم ملوك الآخرة .

## الوصلات الخارجية
- موقع المهندس عبد الحميد البلالي الرسمي على النت.
- صفحة عبد الحميد البلالي على موقع غود ريدز (موقع شبكة التواصل الاجتماعي حول الكتب)
- صفحة الشيخ عبد الحميد البلالي على موقع إسلام ويب (محاضرات صوتية)
- صفحة الشيخ عبد الحميد البلالي على موقع نداء الإسلام (محاضرات صوتية وسلاسل وعظية)